# Parque nacional de Kutai
El parque nacional de Kutai es un parque nacional de llanura ubicado en la costa oriental de la isla de Borneo, en la provincia indonesia de Kalimantan Oriental, que se encuentra entre 10 y 50 km al norte del Ecuador.
El parque se encuentra al norte del río Mahakam e incluye varios lagos: Danau Maau, Santan, Besar y Sirapan. Está junto a las ciudades de Bontang y Sangatta y a 120 km al norte de la capital provincial Samarinda. Hay varios asentamientos tradicionales Bugis dentro del parque nacional.
El parque nacional de Kutai se extiende por una superficie de 2.000 km², parte de la anterior Reserva de caza de Kutai que ha estado protegida desde los años setenta. Sin embargo, este estatus no impidió que se talara un tercio del bosque en los años posteriores y la posterior entrada de compañías mineras. En un intento de impedir aún más deforestación, se estableció el parque nacional de Kutai en el año 1982. A pesar de todo, los grandes incendios de Borneo de los años 1982/83 destruyeron grandes secciones del bosque, y el constante encierro de la gente a lo largo de la frontera oriental continúa reduciendo la verdadera superficie del parque. Aproximadamente sólo el 30% del bosque primigenio se conserva.